# 北京站东街
39°54′13″N 116°25′27″E / 39.90361°N 116.42406°E

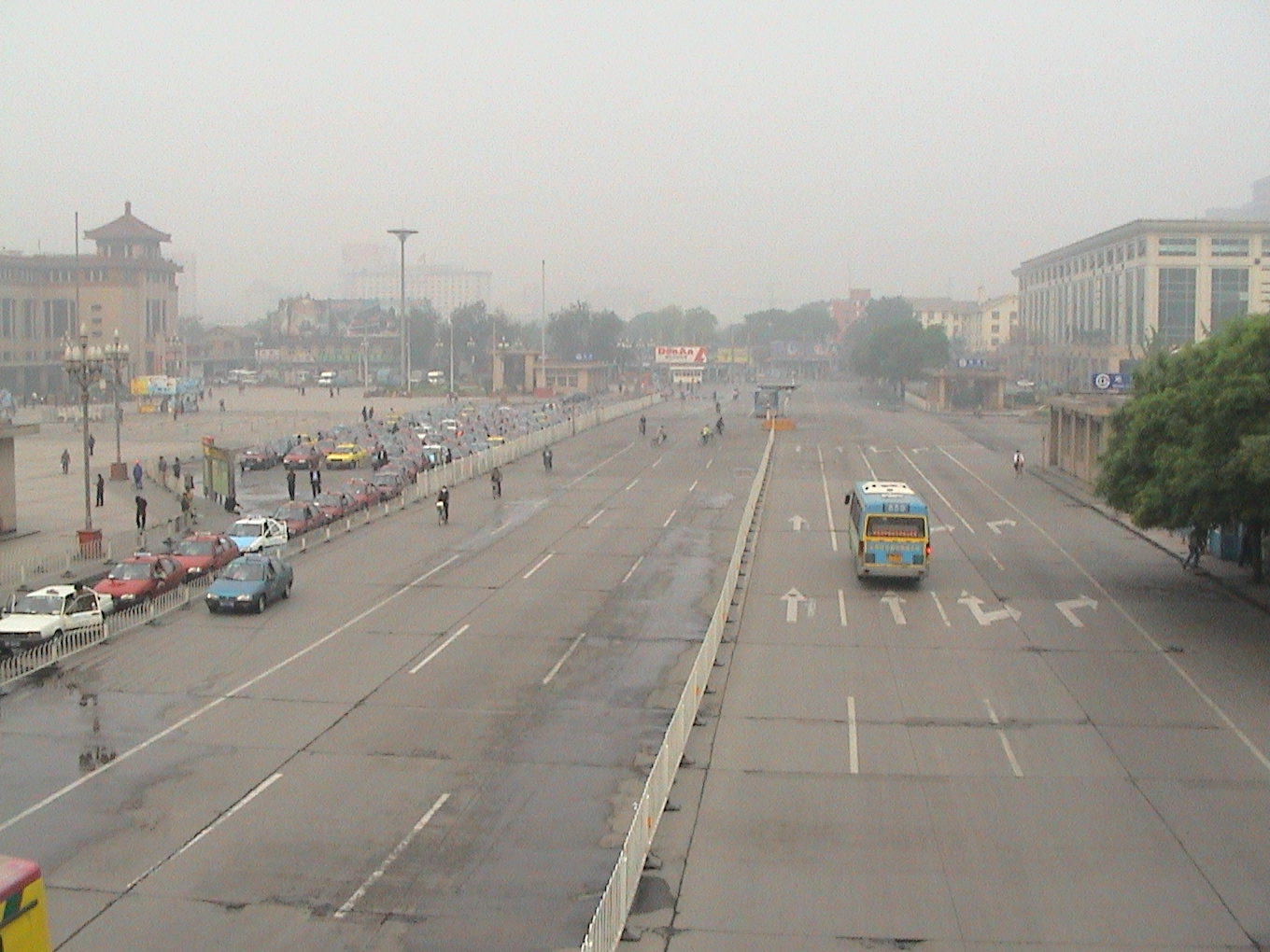
2003年的北京站东街，远处为北京站西街。自东向西拍摄。

北京站东街是位于中国北京市东城区中部的一条大街。

## 简介
北京站东街西起北京站街，东到建国门南大街。该街是1958年为修建北京火车站而扩建的一条马路，后来拓宽调直。因位于北京站东，1981年定名为“北京站东街”。